# Ондиљак
Ондиљак (фр. Andillac) насеље је и општина у јужној Француској у региону Миди Пирене, у департману Тарн која припада префектури Алби.
По подацима из 2011. године у општини је живело 118 становника, а густина насељености је износила 21,69 становника/km². Општина се простире на површини од 5,44 km². Налази се на средњој надморској висини од 240 метара (максималној 283 m, а минималној 189 m).

## Демографија
| 1962. | 1968. | 1975. | 1982. | 1990. | 1999. | 2011. |
| ----- | ----- | ----- | ----- | ----- | ----- | ----- |
| 120   | 126   | 130   | 122   | 103   | 102   | 118   |

График промене броја становника у току последњих година